# Il Parco di Kurt Laurenz Metzler
Der Parco di Kurt Laurenz Metzler ist eine permanente Freiluftausstellung zeitgenössischer Kunstwerke in Iesa, einem Ortsteil von Monticiano, 25 Kilometer südlich von Siena gelegen.

## Beschreibung
Der Park wurde 1995 errichtet und ist seither der Öffentlichkeit zugänglich. Die drei Hektar Land, die das Haus und Atelier von Kurt Laurenz Metzler umgeben, in der Nähe der Terme di Petriolo, beinhalten das Werk des Schweizer Künstlers. Der Park umfasst seine künstlerische Produktion von 1963 bis heute. Diese ist größtenteils von Hominiden aus verschiedenen Materialien (Eisen, Marmor, Aluminium, Bronze, bemalte Harze) zusammengestellt. Metzler erschafft städtische Szenen, porträtiert Neurotiker, Zeitungsleser etc. Derzeit ist eine Sammlung von 60 Skulpturen im Park ausgestellt.
Wie Enrico Crispolti schreibt, erschafft Metzler ein „Straßentheater“, sein Werk ist ein emblematisches Bild des Menschen unserer Tage, diese finden jedoch im Park sowie in andere Umgebungen eine „angeborene Anpassungsfähigkeit“. Der Park befindet sich derzeit in Verhandlungen, eine Erweiterung der Ausstellungsfläche und die Möglichkeit ein Kultur-Zentrum für die bildende Künste zu errichten. Kurse, Masterclasses, Konzerte und andere kulturelle Veranstaltungen werden auch angeboten.
Obwohl Metzler schon mehrmals die Idee mit Künstlerfreunden wie Niki de Saint Phalle und später mit Daniel Spoerri besprochen hatte, da diese auch Skulpturenparks besitzen, wurde das Projekt erst von Claudia P. Metzler, seiner Frau, zusammen mit Enrico Crispolti und Anna Mazzanti ins Leben gerufen.